# Fortune's Rocks (novela)
Fortune's Rocks es una novela romántica de 1999 de la exitosa autora Anita Shreve. Es cronológicamente la primera novela de la tetralogía de Shreve que se desarrolla en una gran casa de playa en la costa de Nuevo Hampshire que solía ser un convento . Le siguen las novelas Sea Glass, The Pilot's Wife y Body Surfing .

## Trama
En el verano de 1899, Olympia Biddeford, una joven privilegiada e inteligente de 15 años, y sus padres se retiraron del calor de Boston al balneario costero de Fortune's Rocks. Cuando el célebre ensayista John Haskell es invitado a quedarse, nadie se podría imaginar el romance que se desarrollaría entre ella y este hombre de 41 años. A causa de su apasionada aventura, su posterior descubrimiento y del ejendro de su hijo hace que sufran grandes consecuencias que se extienderán por varias décadas. El hijo de Olympia le es arrebatado inmediatamente al nacer y, a pesar de asistir a una universidad para mujeres, se siente miserable y solo piensa en Haskell y su hijo, escapando para regresar a la casa de campo en Fortune's Rocks. Aquí se entera de su hijo, Pierre Haskall, ahora tiene tres años y ha sido adoptado por una cálida familia francesa. En su búsqueda de la custodia de su hijo, contrata a Sr. Tucker como abogado, pero se da cuenta cuando gana el caso judicial que no puede soportar quitarle un hijo a su madre adoptiva. En los meses siguientes, Olympia transforma la residencia de Fortune's Rocks en un refugio para mujeres desfavorecidas, similar a sus propias experiencias, y se casa con Haskell. Al final, descubre que el padre adoptivo de su hijo ha fallecido y ella debe decidir qué hacer con el niño.
La historia de la novela se desarrolla en el barrio costero de Fortunes Rocks, ubicado en Biddeford, Maine .